# Militärflugplatz Évreux-Fauville

i7
i11
i13
Die Base aérienne 105 Évreux-Fauville (B.A. 105) ist ein Militärflugplatz der französischen Luftstreitkräfte (Armée de l’air). Die Basis liegt in der Region Normandie im Département Eure auf dem Gebiet der drei Gemeinden Fauviel, Gauciel und Huest etwa fünf Kilometer östlich von Évreux. Sie ist mit Bricy eine von zwei Heimatbasen der mittelschweren Transportflugzeuge der Armée de l’air. Hier sind auch die C-130J der deutschen Luftwaffe stationiert.
Hinzu kommt seit März 2017 testweise eine Alarmrotte Dassault Rafale.

## Geschichte

### Bis 1945
Die Fliegerei begann in Raum Évreux im Jahr 1912 als Zwischenlandeplatz für Flüge zwischen Paris und der Küste und am 9. Juni 1913 wurde er als erster Militärflugplatz Frankreichs eingeweiht.
Ein neuer Flugplatz entstand nach Ausbruch des Zweiten Weltkrieges ab September 1939, der Mitte Mai 1940 Heimat einer Flugschule wurde. Nach der Besetzung Frankreichs durch die Wehrmacht nutzte die Luftwaffe den Platz als Fliegerhorst und legte im Verlauf des Krieges zwei Betonpisten an.
Der erste Verband, der hier lag, waren in der zweiten Hälfte des Junis 1940 die mit Messerschmitt Bf 109E ausgerüsteten Stab, II. und III. Gruppe des Jagdgeschwaders 2 (S., II. und III./JG 2). Der Stab und die I. Gruppe des Kampfgeschwaders 54 (Stab und I./KG 54) lagen von Ende Juli 1940 bis Anfang Juni 1941 in Évreux und nahmen in dieser Zeit an der Luftschlacht um England teil.
Zwischen Juni 1941 und Januar 1942 war der Platz Heimat von Stab und 3. Staffel des Kampfgeschwaders 30 (S. und 3./KG30), das mit Junkers Ju 88A ausgerüstet war. Die I. Gruppe des JG 2 (I./JG 2) kehrte ab Juni 1943, diesmal Bf 109G und Focke-Wulf Fw 190A ausgerüstet, für einige Zeit in die Normandie zurück.
In den Jahren 1943/1944 wurde die Basis wiederholt Ziel alliierter Luftangriffe und im Winter 1943/1944 flogen die Messerschmitt Me 410 des Stabes und der 3. Staffel des Kampfgeschwader 51 (ab Ende Februar 1944 zusätzlich die 1. Staffel) (S., 1. und 3./KF 51) ihre Einsätze von hier.
Nach dem Beginn der alliierten Landung in der Normandie wurde der Flugplatz zwischen Anfang Juni und Anfang Juli ein letztes Mal Heimathorst von Abfangjägern des Typs Bf 109 G. Hier lag zunächst bis Ende Juni die II. Gruppe des Jagdgeschwaders 3 (II./JG 3) und bereits Mitte Juni zusätzlich die II. Gruppe des Jagdgeschwaders 5 (II./JG 3).

### Nach dem Zweiten Weltkrieg
Nach dem Juli 1944 nutzte die britische Royal Air Force den Advanced Landing Ground ALG B-28, so seine alliierte Bezeichnung, in den letzten Kriegsmonaten.
Nach dem Ende des Krieges wurde die Einrichtung zunächst für einige Jahre als ziviler Flughafen genutzt. Nach Beginn des Kalten Krieges wurde Évreux-Fauville jedoch erneut ein Militärflugplatz und sollte eine Einsatzbasis der United States Air Forces in Europe (USAFE), als Teil der integrierten NATO-Kommandostruktur. Der Ausbau begann im Sommer 1952 und im Mai 1955 traf das mit Fairchild C-119 ausgerüstete 465th Troop Carrier Wing auf der Évreux Air Base (kurz: Évreux AB) ein. Das Geschwader wurde im März 1958 außer Dienst gestellt. Hauptnutzer der Évreux AB war jedoch zwischen 1955 und 1964 die 322d Airlift Division, die das Kommando über die in Europa stationierten US-Transportgeschewader ausübte. In dieser Zeit rotierten Lockheed C-130 anderen Basen routinemäßig durch Évreux.
Nach dem Austritt Frankreichs aus den Bündnisstrukturen zog die USAFE ab und die Armée de l’air übernahm den Flugplatz und nutzte ihn fortan als Transportfliegerbasis. Erster Nutzer war die von der Basis 218 gekommene gemischte Gruppe bzw. Staffel 0/56 „Vaucluse“ und die Basis 105 wurde 1967 Heimat von Transportflugzeugen des Typs Nord 2501 Noratlas, zunächst der Transportstaffel ET 1/64 „Béarn“, 1968 gefolgt von der ET 2/64 „Maine“ und 1972 der 3/64 „Bigorre“. Die 2/64 wurde 1977 aufgelöst und im folgenden Jahr als ET 2/64 „Anjou“ neu aufgestellt.

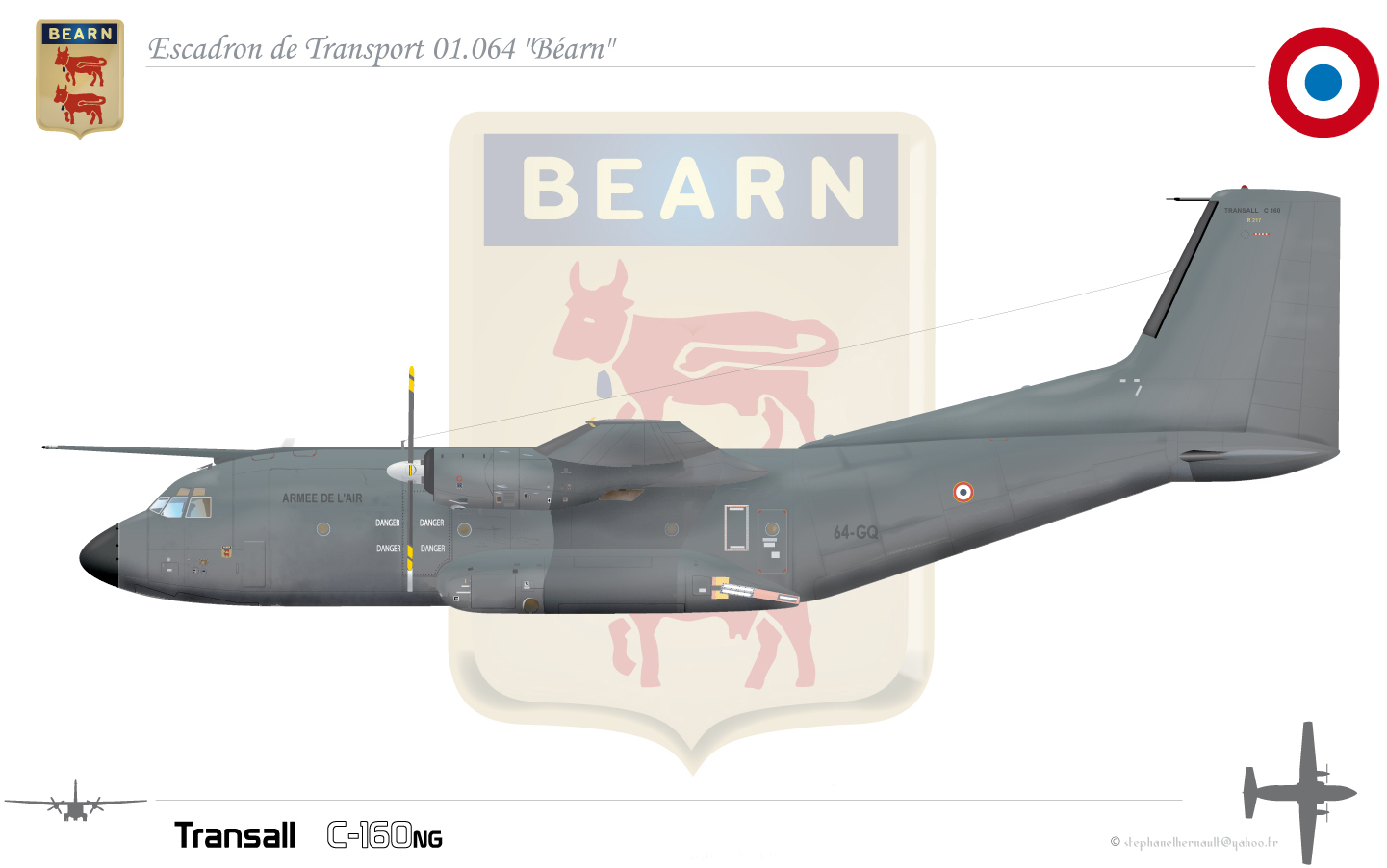
C160NG, ET 1/64 „Béarn“

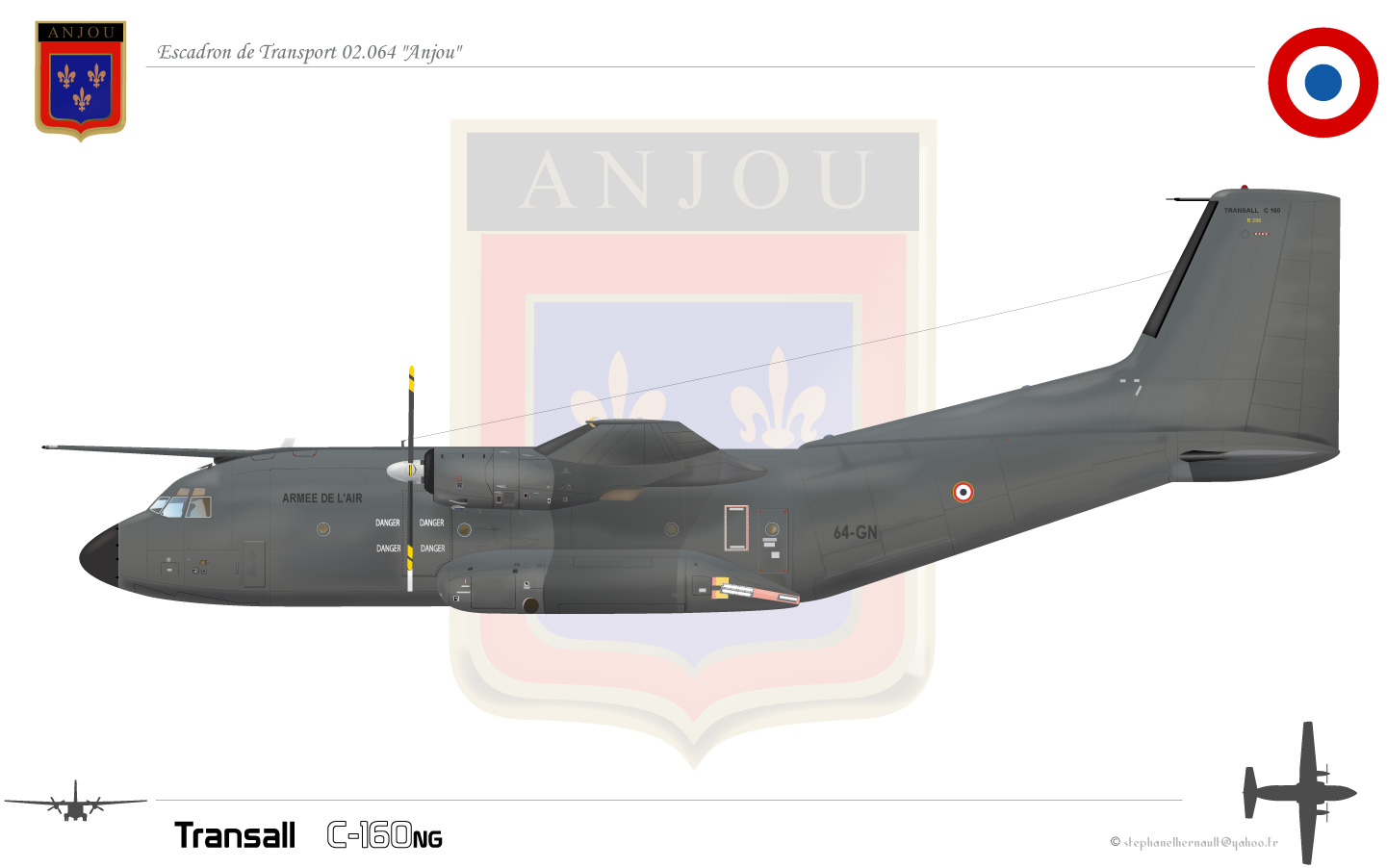
C160NG, ET 2/64 „Anjou“

Die 3. Staffel wurde 1981 aufgelöst und die beiden übrigen rüsteten in den Jahren 1981 (ET 1/64) bzw. 1983 (ET 2/64) auf die Transall NG um. Die letzte „Nora“ verließ die Basis im Juli 1984. Die Basis wurde im selben Jahr nach dem Staffelkommandanten „Voul“, der 1947 in Tonkin ums Leben kam, benannt.
Zwischen 1987 und 2001 war die Basis daneben Heimat von Spezialverbänden der Atomstreitmacht, zunächst als Staffel 1/59 „Astarté“, ab 1992 umgegliedert in die Gruppe 0/59 mit der Transportstaffel 1/59 „Bigorre“.
In Folge der geplanten Schließung ihres bisherigen Stationierungsortes, der Basis 128, verlegten Ende 2011 auch die C-160G der EloKa-Staffel EE 1/54 „Dunkerque“ in die Normandie.
Aufgrund der Wiedereinführung von Geschwadern bei den französischen Luftstreitkräften wurde das 64. Lufttransportgeschwader (64e escadre de transport) am 27. August 2015 reaktiviert. Daneben wurde auch das escadre aérienne de commandement et de conduite projetable, ein nichtfliegendes Geschwader für Führungsaufgaben, aufgestellt.
Im Vorfeld der geplanten Schließung der Basis 110 verlegten die beiden Staffeln „Vercors“ und „Ventoux“ mit ihren CASA CN-235 im Juli 2016 nach Évreux.
Die beiden Transall-Transporteinheiten waren als zweite und dritte Atlas-Einheit in Bricy vorgesehen und im Vorfeld der Umrüstung und Verlegung wurde die ET 1/64 „Béarn“ Ende August 2017 und die ET 2/64 „Anjou“ Ende August 2020 vorübergehend deaktiviert. Die letzten genutzten Transalls waren bis 2022 die C-160G.
Im Vorfeld der Außerdienststellung ihrer C-160G übernahm die „Dunkerque“-Staffel 2020 ihre ersten Beechcraft King Air 350ER/ALSR, die auf Grund ihrer geringeren Fähigkeiten seit 2024 übergangsweise durch von CAE geleaste und entsprechend ausgerüstete Saab 340 unterstützt werden.
In den Jahren 2021/2022 wurde eine neue Abstellfläche für den Betrieb der Airbus A330 MRTT gebaut; der Flugplatz kann seither als Ausweichbasis für die im Süden des Landes stationierten Tank- und Transportflugzeuge genutzt werden.
Im Juli 2021 traf die erste französische Lockheed C-130J für die deutsch-französische Hercules-Staffel aus Bricy kommend in der Normandie ein. Die erste deutsche „Super Hercules“, eine C-130J-30, traf im Februar 2022 in der Normandie ein und Anfang März 2022 wurde die Binational Air Transport Squadron in Dienst gestellt. Im April 2024 wurde dann die letzte Maschine übernommen. In diesem Zusammenhang sollte das 62. französische Transportgeschwader bis 2024 in die Normandie verlegt werden.

## Heutige Nutzung

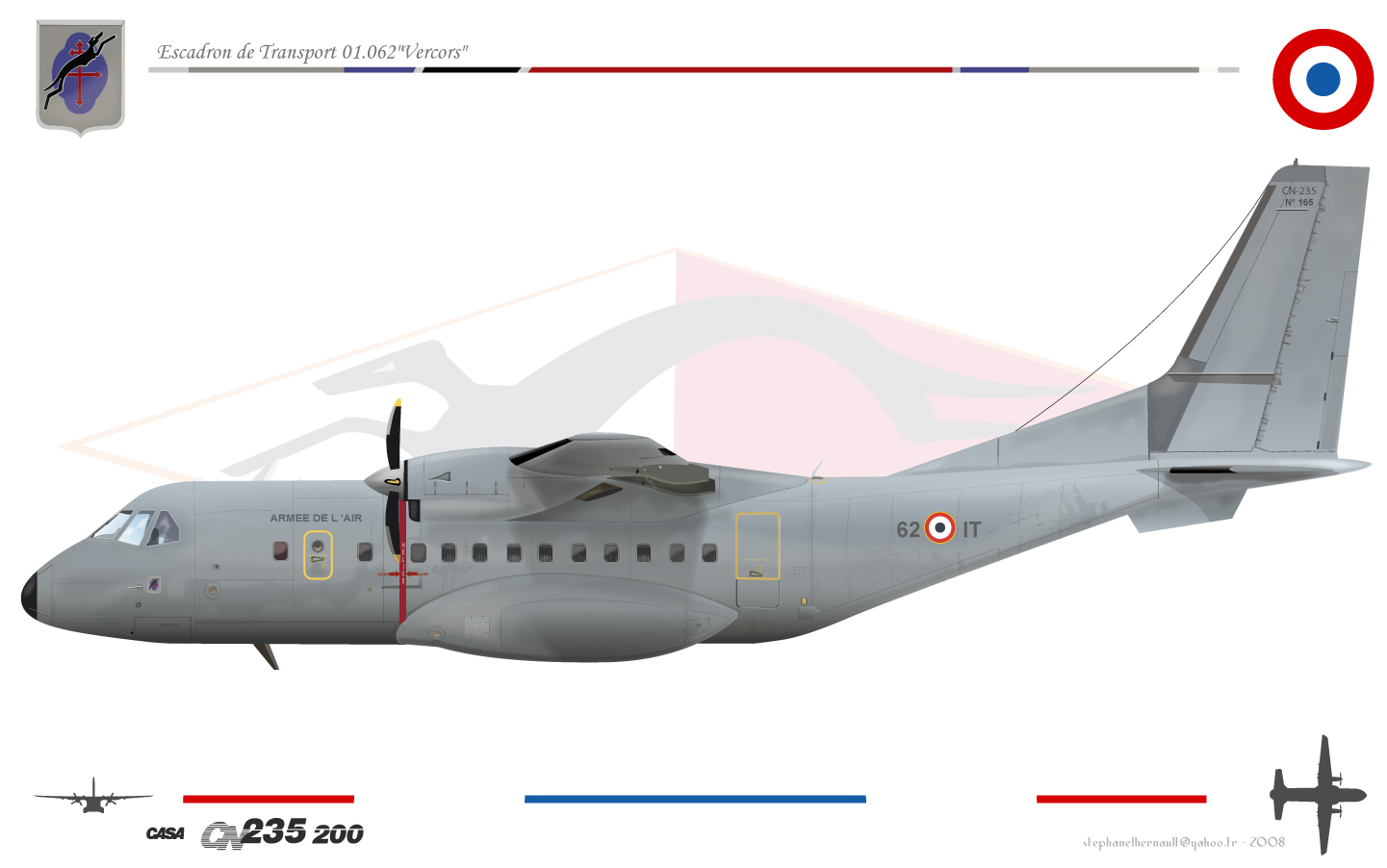
CN235, ET 1/62 „Vercors“

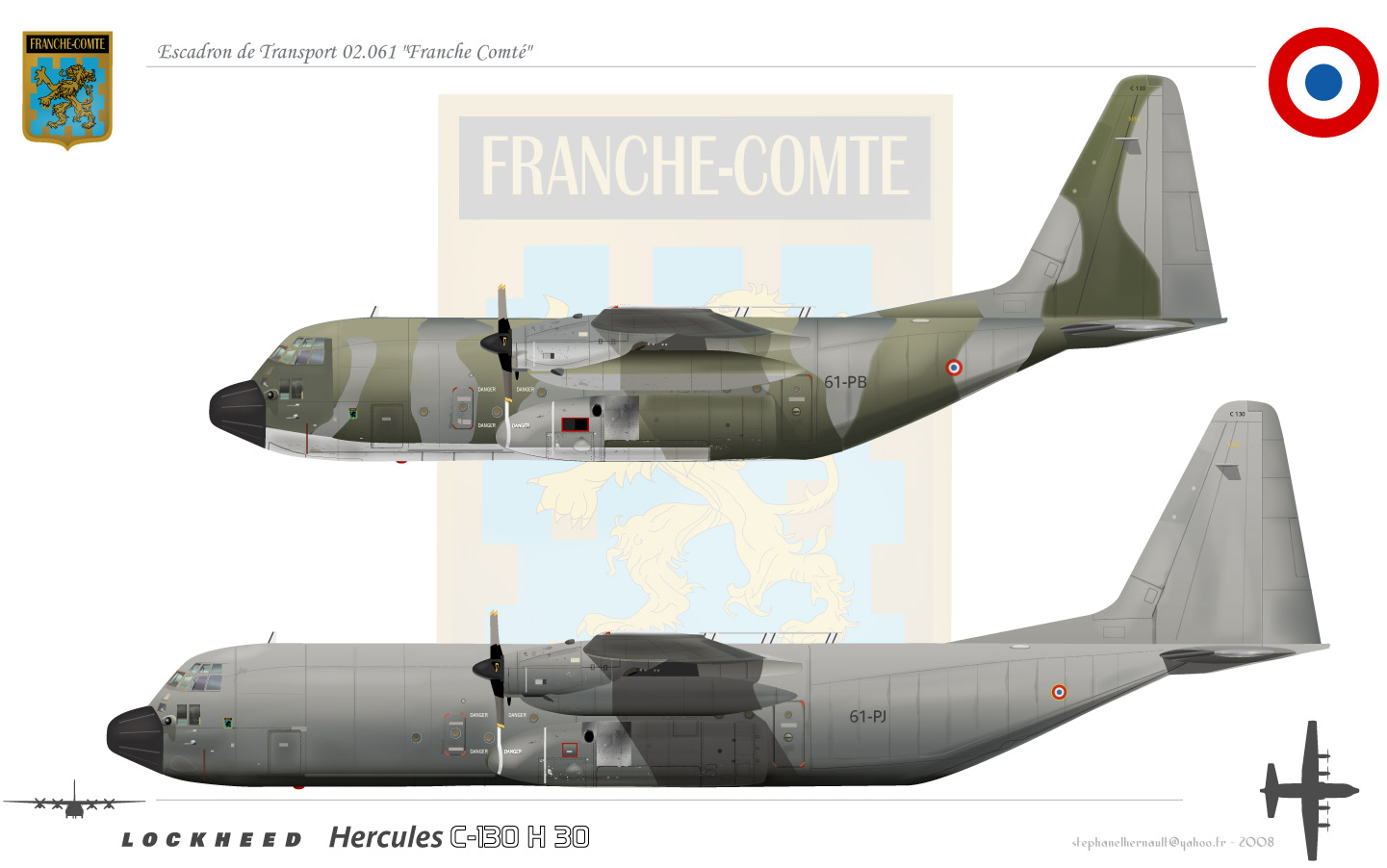
C-130H/H30, ET 2/61 „Franche-Comté“

Die Basis beherbergt zurzeit (2023) folgende Verbände:
- Binationale Lufttransportstaffel „Rhin/Rhein“, deutsch-französische Lufttransportstaffel, ausgerüstet mit Lockheed C-130J sowie mit Lockheed KC-130J.[13]
- Zukünftig in den kommenden Jahren das 62e escadre de transport (62e ET) mit der fliegenden C-130H Hercules Staffel ET 2/61 „Franche-Comté“, der ET 3/61 „Poitou“ für Spezialeinsätze (verwendet Luftfahrzeuge anderer Staffeln) sowie einer Technischen Gruppe (ESTA).
- 64e escadre de transport (64e ET) mit drei fliegenden Staffeln, zwei für den Lufttransport, ET 1/62 „Vercors“ und ET 3/62 „Ventoux“ (beide seit 2016, beide CASA CN-235-200/300) und der Frühwarneinheit EEA 0/54 „Dunkerque“ (Transall C-160 „Gabriel“, diese kamen im Sommer 2011 aus Metz, seit 2020 zusätzlich Beechcraft King Air 350 ER[14]). Hinzu kommt die Wartungsgruppe ESTA 15.064.
- GAM 0/56 „Vaucluse“, gemischte fliegende Gruppe, fliegt eigene de Havilland Canada DHC-6Twin Otter, Aérospatiale AS 332 Super Puma und Eurocopter EC 725Cougar sowie geliehene Transportmaschinen.
- Seit 2017 ist auf dem Flugplatz auch die Alarmrotte für den Nordwesten Frankreichs stationiert. Die Detachments werden rotierend von Rafale und Mirage 2000 Verbänden anderer Standorte gestellt.[15]

Hinzu kommen noch einige nichtfliegende Verbände wie das escadre aérienne de commandement et de conduite projetable, ein Geschwader bestehend aus vier nichtfliegenden Gruppen für Kommunikation, Beobachtung, Aufklärung und Einsatzführung.
Daneben ist auch die französische „Air Force One“ Cotam 001, ein Airbus A330-200, in Évreux-Fauville stationiert. Diese gehört zur VIP-Transportgruppe ETEC 0/65 „Gaël“, kann jedoch von deren Heimatbasis Villacoublay (B.A. 107) nicht operieren.